# Karin Glasell
Karin Olga Ingegerd Glasell, född 11 juli 1912 i Hosjö kapellförsamling i Kopparbergs län, död 1 augusti 1989 i Falun, var en svensk textilkonstnär, konstväverska och konstnär.
Hon var dotter till Theodor Glasell och Olga Sofia Nilsson samt syster till Ingrid Käller. Glasell genomgick Johanna Brunssons vävskola i Stockholm 1933–1934 och studerade konst under resor till London och Paris. Hon ställde ut i Falu konsthall 1947 och 1949 och tillsammans med sin far på konserthuset i Örebro 1948. Hon medverkade i samlingsutställningar med Dalarnas konstförening från 1945 och i Dalagruppens utställningar. Hennes bildkonst består av stilleben, barnporträtt och landskapsmålningar i olja eller akvarell. Som textilkonstnär drev hon en egen ateljé tillsammans med sin syster i Falun 1935–1947 där hon vävde tyger och flossamattor med eget mönster efter egna naturstudier. Hon blev Sveriges första kvinnliga mästare inom textilkonsten när hon fick sitt mästarbrev från Sveriges hantverkarorganisation 1939.